# Gerda Weißensteiner
Gerda Weißensteiner (* 3. Januar 1969 in Bozen) ist eine ehemalige italienische Rennrodlerin und Bobfahrerin. Die Südtirolerin gewann bei den Olympischen Winterspielen 1994 in Lillehammer im Rodeln die Goldmedaille für Italien. 2006 errang sie in ihrer Heimat mit Jennifer Isacco die olympische Bronzemedaille im Zweierbob.

## Sport
Gerda Weißensteiner gewann bei den Olympischen Winterspielen 1994 in Lillehammer im Rodeln die Goldmedaille. Vom CONI wurde sie somit bei der Eröffnungsfeier zu den Olympischen Spielen 1998 in Nagano mit der Ehre der Fahnenträgerin ausgezeichnet.
1998 trat Weißensteiner vom aktiven Rodelsport zurück. 2001 begann sie mit Partnerin Antonella Bellutti (Olympiasiegerin im Radsport) ihre zweite Karriere im Zweierbob. Mit Bellutti errang Weißensteiner bei den Olympischen Spielen 2002 den siebten Platz. Ab der Saison 2002/03 war Jennifer Isacco ihre Anschieberin. Mit ihr gewann sie schließlich bei den Olympischen Spielen 2006 in Turin noch einmal eine Bronzemedaille, bevor sie ihre erfolgreiche Karriere nach den Spielen im eigenen Land beendete.
Sie trainiert inzwischen den Rodelnachwuchs ihrer Heimat und ist Pressesprecherin des Rodelverbandes.
Weißensteiner lebt in Steinegg in der Gemeinde Karneid.

## Erfolge/Ergebnisse
Gerda Weißensteiner ist eine der wenigen Sportlerinnen, die Weltcupsiege in zwei verschiedenen Wintersportarten feiern konnten, da sie nach mehreren Weltcupsiegen im Rennrodeln am 22. November 2002 das Weltcuprennen im Zweierbob gewann.
Weltcup im Rodeln (Einzel)
- Gesamtsiegerin in den Jahren 1988, 1993 und 1998

Einzel
| Nr. | Datum         | Ort            | Bahn                                              |
| --- | ------------- | -------------- | ------------------------------------------------- |
| 1.  | 16. Jan. 1989 | Königssee      | Kombinierte Kunsteisbahn am Königssee             |
| 2.  | 22. Jan. 1989 | Hammarstrand   | Bobbahn Hammarstrand                              |
| 3.  | 21. Jan. 1990 | Sarajevo       | Trebevic – Bob- und Rennschlittenbahn             |
| 4.  | 27. Jan. 1990 | Königssee      | Kunsteisbahn Königssee                            |
| 5.  | 15. Dez. 1990 | Sarajevo       | Trebevic – Bob- und Rennschlittenbahn             |
| 6.  | 16. Jan. 1991 | Innsbruck-Igls | Olympia Eiskanal Igls                             |
| 7.  | 25. Jan. 1992 | Calgary        | Bob- und Rennschlittenbahn im Canada Olympic Park |
| 8.  | 13. Jan. 1993 | La Plagne      | Piste de La Plagne                                |
| 9.  | 27. Feb. 1993 | Lake Placid    | Olympia-Bobbahn Lake Placid                       |
| 10. | 1. Dez. 1993  | Sigulda        | Rennrodel- und Bobbahn Sigulda                    |
| 11. | 4. Dez. 1993  | Sigulda        | Rennrodel- und Bobbahn Sigulda                    |
| 12. | 21. Jan. 1996 | Königssee      | Kunsteisbahn Königssee                            |
| 13. | 11. Feb. 1996 | St. Moritz     | Olympia Bob Run St. Moritz–Celerina               |

### Weltcupsiege
Zweierbob Damen
| Nr. | Datum         | Ort     | Bahn                                              |
| --- | ------------- | ------- | ------------------------------------------------- |
| 1.  | 23. Nov. 2002 | Calgary | Bob- und Rennschlittenbahn im Canada Olympic Park |